# Andriy Portnov
Pour l’article homonyme, voir Andrii Portnov.
Andriy Volodymyrovytch Portnov (en ukrainien : Андрій Володимирович Портнов), né le 27 octobre 1973 à Louhansk (RSS d'Ukraine) et mort assassiné le 21 mai 2025 à Pozuelo de Alarcón (Espagne), est un avocat, conseiller et homme politique ukrainien.
Député de la Rada d'Ukraine de 2006 à 2010, il est le chef adjoint de l'Administration présidentielle d'Ukraine sous la présidence de Viktor Ianoukovytch. Très critiqué pour son rôle dans la répression de l'Euromaïdan, il fuit le pays en 2014 après la révolution de la Dignité. Il exerce comme avocat en Russie et dans plusieurs pays européens et est considéré comme pro-russe et détesté en Ukraine, où il est visé par des procédures judiciaires.
Il revient en Ukraine en 2019 avant de fuir le pays à nouveau lors de l'invasion russe en 2022. Le 21 mai 2025, il est tué de cinq balles en Espagne.

## Biographie

### Jeunesse et études
Andriy Volodymyrovytch Portnov naît le 27 octobre 1973 à Louhansk, dans l'Est de la République socialiste soviétique d'Ukraine (URSS). Il fait son service militaire puis travaille comme conseiller juridique au sein de plusieurs entreprises au début des années 1990, avant de fonder son propre cabinet en 1996.
En 1999, il sort diplômé en droit de l'université d'État d'Ukraine orientale et devient avocat. Trois ans plus tard, il décroche un diplôme de candidat en sciences économiques, avant de devenir docteur en droit en 2009. Il est ensuite professeur à la faculté de droit de l'université nationale Taras-Chevtchenko de Kyiv. Il continue en parallèle sa carrière de juriste au début des années 2000.

### Carrière politique
Andriy Portnov commence sa carrière politique comme conseiller de la femme politique Ioulia Tymochenko. Lors des élections législatives ukrainiennes de 2006, Andriy Portnov est élu député pour le Bloc Ioulia Tymochenko (BIouT), dans la Ve convocation de la Rada d'Ukraine. L'année suivante, lors des élections de 2007, il est réélu et commence à siéger au sein de la commission de la Justice. Il occupe également la vice-présidence du groupe BIouT à la Rada.
En 2010, il devient le chef adjoint de l'Administration présidentielle d'Ukraine, chargé de la réforme du système judiciaire. C'est sous sa direction qu'est réécrit le Code de procédure pénale, rendu contraire aux règles de l'État de droit, ce qui permet l'arrestation de Ioulia Tymochenko. Il est proche du président Viktor Ianoukovytch, dont il devient l'un des conseillers en 2013, après avoir été démis de ses fonctions dans l'Administration présidentielle. Il revient au sein de l'Administration présidentielle et est renvoyé de son poste de conseiller en janvier 2014. Il est membre du conseil d'administration de la Banque nationale d'Ukraine.
Durant le mouvement de l'Euromaïdan et de la révolution de la Dignité, Andriy Portnov est l'un des artisans de la répression du mouvement, qui cause plusieurs dizaines de morts. Il serait notamment à l'origine des « lois dictatoriales » votées le 16 janvier 2014, qui restreignent la liberté de manifester et mènentà  l'escalade du mouvement. Cela le fait passer pour un « traître » aux yeux de nombreux Ukrainiens. Sa proximité avec Viktor Medvedtchouk, homme politique ukrainien pro-russe et très proche de Vladimir Poutine, est également relevée par Le Monde. Selon la juriste anticorruption Tatiana Chevtchouk, il est « ouvertement prorusse [et] détest[e] Maidan ».

### Exil puis retour en Ukraine
Fin février 2014, après le renversement du président Ianoukovytch à l'issue de la révolution de la Dignité, il fuit l'Ukraine avec lui, pour se réfugier temporairement en Russie. Il s'installe ensuite à Vienne, en Autriche, où il exerce comme avocat, ainsi que dans d'autres pays européens.
D'août à octobre 2018, il prend brièvement la direction de la chaîne de télévision NewsOne, en rachetant la totalité de ses parts à la famille Mouraïev.
Le 19 mai 2019, juste avant le second tour de l'élection présidentielle, Andriy Portnov revient en Ukraine. Selon les États-Unis, il cherche alors à reprendre le contrôle du système judiciaire ukrainien afin d'« influencer la législation connexe, chercher à placer des fonctionnaires loyaux à des postes élevés dans le système judiciaire et acheter des décisions de justice ». Il demande notamment au Service de sécurité d'Ukraine l'ouverture d'une enquête contre l'ancien président Petro Porochenko et se rapproche notamment du chef de l'Administration présidentielle nommé par le nouveau président Volodymyr Zelensky, Andriy Bohdan. Il cherche à revenir en politique en profitant du manque d'expérience de la nouvelle administration,. Il reprend également en juin 2019 ses activités de professeur dans les universités de Kyiv.
La cour de justice du quartier de Petchersk, à Kyiv, statue en sa faveur et considère qu'il résidait bien sur le territoire ukrainien entre 2014 et 2019, bien qu'il ait quitté le pays à ce moment-là. En parallèle, il est visé par plusieurs enquêtes des services de sécurité ukrainiens sur son rôle présumé dans l'annexion de la Crimée par la Russie et des allégations de « haute trahison », de corruption et de détournement de fonds.
En juin 2022, quelques mois après le début de l'invasion de l'Ukraine par la Russie, Andriy Portnov fuit à nouveau l'Ukraine, malgré la loi martiale qui interdit aux hommes en âge de combattre de quitter le pays. Il y serait parvenu grâce à ses liens dans les hautes sphères du pouvoir ukrainien et après avoir été visé par des personnalités le qualifiant d'« agent russe », ce qu'il conteste, allant jusqu'à attaquer en justice les médias qui le désignent ainsi. Il est « honni en Ukraine », toujours considéré comme l'un des responsables de la corruption du système judiciaire, selon Libération.

### Assassinat en Espagne
Le 21 mai 2025, alors qu'il s'apprête à remonter dans sa voiture après avoir amené ses enfants à l'École américaine de Madrid (en) de Pozuelo de Alarcón, Andriy Portnov est abattu de cinq balles, dans la tête et le thorax. Au moins deux personnes — trois selon certaines sources — font partie des suspects et parviennent à quitter les lieux après le crime en s'enfuyant dans les bois,,.
Le responsable du crime n'est pas connu. La cause de sa mort — tué par balles — est uniquement confirmée par les autorités ukrainiennes et par un responsable anonyme du renseignement militaire ukrainien. L'Express rappelle que des opérations d'assassinat ont été commises ou revendiquées contre des cibles militaires, politiques ou idéologiques soutenant l'invasion russe. Le journal rapproche également l'affaire de l'assassinat du déserteur russe Maxime Kouzminov en février 2024 en Espagne, potentiellement commandité par le pouvoir russe.

## Affaires judiciaires et sanctions internationales
Dès mars 2014, Andriy Portnov est sanctionné par le Canada et l'Union européenne, qui gèlent ses avoirs financiers, en même temps que de nombreux autres hauts fonctionnaires ukrainiens. Il est retiré de la liste européenne en mars 2015, décision confirmée par un arrêt de la Cour de justice de l'Union européenne en octobre, qui conclut à l'illégalité des sanctions imposées contre lui.
En 2021, il est placé sous sanctions, en même temps que la fondation qu'il dirige, par le département du Trésor des États-Unis pour « corruption », en raison de ses tentatives d'ingérence dans le système judiciaire ukrainien,.

## Vie privée
Andriy Portnov est marié à Anastasia Valiaïeva, une femme qui possède également la citoyenneté russe à partir de 2014. Ensemble, ils ont 6 enfants, nés entre 1993 et 2019.